# Ла-Равуар
Ла-Равуар (фр. La Ravoire) — коммуна во Франции, департамент Савойя, регион Овернь — Рона — Альпы. Является центром кантона Ла-Равуар. Округ коммуны — Шамбери. Код INSEE коммуны — 73213. Мэр коммуны — Патрик Миньола, мандат действует на протяжении 2014—2020 гг.

## География
Коммуна является пригородом Шамбери — он находится в 3 км. Населённый пункт находится на средней высоте 290 метров над уровнем моря — на территории коммуны высота изменяется от 285 до 423 метров. Коммуна включает в себя 7 деревень: Ла-Вилетт, Галлас, Ла-Пес, Фежас, Ла-Коллин-де-л’Эшо, Боэж, Ле-Моллар, Ле-Валь-Флёри и Ла-Мадлен.
Ла-Равуар расположен между двумя горными массивами: Бож и Шартрёз. Западная часть города, расположенная на холме Виллет, является продолжением массива Шартрёз. Восточная часть — принадлежит скорее к массиву Бож.

## Климат
В городе климат умеренно жаркий.
| Показатель              | Янв. | Фев. | Март | Апр. | Май  | Июнь | Июль | Авг. | Сен. | Окт. | Нояб. | Дек. | Год  |
| ----------------------- | ---- | ---- | ---- | ---- | ---- | ---- | ---- | ---- | ---- | ---- | ----- | ---- | ---- |
| Средняя температура, °C | 1,4  | 3,2  | 7,2  | 10,7 | 14,5 | 18,0 | 20,2 | 19,5 | 16,8 | 11,6 | 6,5   | 2,1  | 11,0 |
| Норма осадков, мм       | 61   | 68   | 73   | 67   | 78   | 77   | 58   | 77   | 80   | 74   | 88    | 69   | 870  |
| Источник: Climate Data  |      |      |      |      |      |      |      |      |      |      |       |      |      |

## Население
Согласно переписи 2012 года население Ла-Равуар составляло 8007 человека (47,7 % мужчин и 52,3 % женщин). Население коммуны по возрастному диапазону распределилось следующим образом: 17,6 % — жители младше 14 лет, 16,9 % — между 15 и 29 годами, 20,0 % — от 30 до 44 лет, 20,8 % — от 45 до 59 лет и 24,7 % — в возрасте 60 лет и старше. Среди жителей старше 15 лет 47,3 % состояли в браке, 36,1 % — не состояли, 10,2 % — были в разводе, 6,4 % — вдовствовали.
Среди населения старше 15 лет (5938 человек) 10,5 % населения не имели образования, 7,2 % — имели только начальное образование, 5,6 % — закончили только колледж, 25,1 % — получили аттестат об окончании лицея, 19,0 % — закончили полное среднее образование или среднее специальное образование, 16,7 % — закончили сокращённое высшее образование и 15,9 % — получили полное высшее образование.
На 2012 год в коммуне числилось 3545 облагаемых налогом домохозяйств, в которых проживало 7805 человека, из них 33,1 % хозяйств состояли из одного человека (13,1 % мужчины, 20,1 % женщины) и 64,4 % семейных хозяйств (из них 24,5 % с детьми).
Рост населения коммуны начался с 1970 годов, когда началось расширение Шамбери на пригороды.
Динамика населения согласно INSEE:
| Население коммуны в XIX—XXI веках |
| --------------------------------- |
|                                   |

## Экономика
В 2012 году из 5160 человек трудоспособного возраста (от 15 до 64 лет) 3936 были экономически активными, 1224 — неактивными (показатель активности 76,3 %, в 2007 году — 74,3 %). Из 3936 активных трудоспособных жителей работали 3493 человек (1740 мужчины и 1753 женщины), 443 (6,3 %) числились безработными. Среди 1224 трудоспособных неактивных граждан 470 были учениками либо студентами, 439 — пенсионерами, а ещё 315 — были неактивны в силу других причин. В 2013 году средний доход в месяц составлял 2054 €, в год — 24 643 €.

## Политика
| Мандат | Мандат | Мэр                   |  | Партия |
| ------ | ------ | --------------------- |  | ------ |
| 1908   | 1944   | Леон Коста де Борегар |  | -      |
| 1944   | 1953   | Каликст Дюизи         |  | ФСРИ   |
| 1953   | 2001   | Жан-Пьер Блан         |  | СФД    |
| 2001   | -      | Патрик Миньола        |  | ДД     |

## Города-побратимы
В 1984 году Жан Блан, мэр Ла-Равуара, и Херман Ягер, мэр Тенингена (Германия), подписали соглашение о немецко-французском сотрудничестве по программе городов-побратимов. А в 2004 году подобное соглашение было заключено с городом Вадо-Лигуре (Италия). Эти связи между городами ежегодно укрепляются: проходят совместные встречи, экскурсии, обмены студентами и различные спортивные мероприятия.